# Valkyrie Profile
Valkyrie Profile (jap. ヴァルキリープロファイル, Varukirī Purofairu) ist eine Reihe von Computer-Rollenspielen, die von dem japanischen Unternehmen tri-Ace entwickelt und ab 1999 von Enix (später Square Enix) veröffentlicht wurde. Der erste Teil erschien für die Spielkonsole PlayStation und wurde 2006 verbessert für die PlayStation Portable neu veröffentlicht.

## Rahmenhandlung
Die Spielwelt orientiert sich stark an der nordischen Mythologie. Walhalla, Odin und die Walküren werden in eine Fantasy-Welt transferiert, die mit seinen gotischen Kirchen, Fachwerkhäusern und deutschen Ortsnamen an das mittelalterliche Mitteleuropa erinnert. Daneben ist auch eine Gegend in die Spielwelt integriert, die Anleihen beim japanischen Mittelalter mit seinen Samurai enthält.
Der Spieler steuert die Walküre Lenneth. Sie soll im Auftrag Odins Kämpfer für die Götterdämmerung Ragnarök finden und steigt dazu in die Welt der Lebenden hinab. Ist die Zeit bis zum Weltuntergang abgelaufen, ist das Spiel beendet und die Göttin Freya fasst die erreichte Leistung zusammen. Diese vernichtet übrigens auch die Spielfigur, falls der Spieler nicht einen einzigen Kämpfer für Odin rekrutieren kann.

## Spielsystem
Innerhalb eines begrenzten Zeitrahmens muss der Spieler das Spiel komplettieren, indem er die Spielwelt erforscht, Gegner bekämpft, neue Charaktere sammelt, sowie die Lösung der Spielstory vorantreibt, die in Kapiteln abläuft. Die durchschnittliche Dauer zur Lösung des Spiels liegt bei 25 Stunden.
Die fliegende Walküre bewegt sich über eine 3D-Karte, auf der einzelne Punkte für Städte, Verliese, Höhlen etc. gekennzeichnet sind. Indem man mit der Spielfigur den „Stimmen des Todes“ folgt, gelangt man zu den Orten, an denen sich die Handlung fortsetzt. Diese Abschnitte sind zweidimensional nach Art eines Jump-and-run-Spiels gestaltet, das durch Laufen, Springen, Schießen  und Schwertkampf durchgespielt werden muss. Nach dem Lösen von Rätseln und meist dem Besiegen eines Endgegners setzt sich die Story fort. Kampfbildschirme sind ebenfalls in zweidimensionaler Grafik gestaltet.

## Kampfsystem
Durch das schnelle Drücken verschiedener Tastenkombinationen kann der Spieler unterschiedliche Kampftechniken einsetzen. Die zur Verfügung stehenden Angriffskombinationen sind in einer sogenannten Komboliste verzeichnet. Jede Aktion kostet AP (Action Points), die auf einer separaten Leiste angezeigt werden. Ist diese leer, ist der Gegner am Zug. Die Aktionen geschehen einzeln oder gleichzeitig durch alle Charaktere. Magier zaubern, Bogenschützen schießen aus der Entfernung, Schwertkämpfer gehen in den Nahkampf. Haben die Charaktere Waffen mit besonderen Eigenschaften, sind sehr wirkungsvolle Spezialattacken möglich, ohne die sich das Spiel kaum gewinnen lässt.
Sowohl die Charaktere des Spielers als auch seine Gegner sind in verschiedene Klassen unterteilt. Ähnlich dem Schere-Stein-Papier-System hängt der Ausgang eines Kampfes entscheidend von den Klassen der beteiligten Kombattanten ab. Zauberer sind effektiv gegen Elementwesen, Kämpfer gegen Zauberer, Bogenschützen können auch weiter entfernt stehende Gegner attackieren. Nach gewonnenem Kampf bekommen die Charaktere EXP (Experience Points = Erfahrungspunkte) und Kristalle der Gegner, Gegenstände (eher selten) sowie Geld zum Waffenkauf. Durch Erfahrung steigen die Kämpfer des Spielers Levels (Stufen) auf. Sie werden stärker oder lernen neue Angriffe.

## Menüs und Himmelsfunktion
Im Kampf kann ein Menü für die Nutzung von Items (Gegenständen) geöffnet werden, um diese im Kampf zu nutzen. Im Hauptmenü des Spiels kann der Spieler Waffen kaufen/aufrüsten, Eigenschaften ändern, neue Fähigkeiten erlernen, Items kaufen/benutzen, Statistiken aufrufen, erworbene Charaktere wechseln.
Hat ein Charakter ein bestimmtes Niveau an Fähigkeiten erworben, kann er auch als Kämpfer zu Odin und Freya gesandt werden. Ist der Charakter jedoch zu schwach, kann es sein, dass er bei den Kämpfen im Himmel stirbt. Der Spieler muss einen Ausgleich finden zwischen den Charakteren, die er braucht, und jenen, die er nach Walhalla schickt. Die Walküre kann jedoch nicht in den Himmel geschickt werden.

## Ende und Lösungsmöglichkeiten
Nach Beenden des Spiels werden Bonusoptionen freigeschaltet. Je nach Wahl des Schwierigkeitsgrades, der Anzahl der gelösten Aufgaben und der erzielten Charakterwerte wird der Spieler mit alternativen Auflösungen belohnt.

## Nachfolger, Varianten und Merchandise
Im asiatischen Raum existieren verschiedene Spielausführungen, darunter diverse limitierte Spezialeditionen. Diese schwer erhältlichen Versionen sind bei Fans sehr begehrt. Dies gilt auch für Merchandise-Artikel wie Figuren, Soundtracks etc.
2006 erschien mit Valkyrie Profile: Silmeria ein Nachfolger auf PlayStation 2. Das Spiel behandelt die Ereignisse vor dem ersten Teil. Ebenfalls 2006 erschien eine neuaufgelegte Version des ersten Teils für Sony PlayStation Portable unter dem Namen Valkyrie Profile: Lenneth. Sie enthält 16:9-Unterstützung und neue 3D-Computergrafiken für die Zwischensequenzen.
Eine weitere Episode der Serie mit dem Titel Valkyrie Profile: Covenant of the Plume ist im November 2008 (außerhalb Japans 2009) erschienen. In Japan verkaufte sich der Nintendo-DS-Titel über 160.000 mal. Protagonist des Spiels ist Wylfred, ein junger Soldat mit silbernem Haar, der einen Groll gegen die Walküre Lenneth hegt.